# Amietophrynus gracilipes
Amietophrynus gracilipes là một loài cóc thuộc họ Bufonidae.
Loài này có ở Cameroon, Cộng hòa Congo, Cộng hòa Dân chủ Congo, Guinea Xích Đạo, Gabon, Nigeria, có thể cả Angola, và có thể cả Cộng hòa Trung Phi.
Môi trường sống tự nhiên của chúng là rừng ẩm vùng đất thấp nhiệt đới hoặc cận nhiệt đới, xavan khô, vùng cây bụi khô khu vực nhiệt đới hoặc cận nhiệt đới, và rừng trước đây suy thoái nghiêm trọng.
Chúng hiện đang bị đe dọa vì mất nơi sống.